# Michael Goldmann
Michael Goldmann (* 13. April 1959 in Menden) ist ein ehemaliger deutscher Eishockeyspieler, der unter anderem für den ECD Iserlohn in der Bundesliga aktiv war.

## Karriere
Obwohl er schon als Juniorenspieler regelmäßig mit den Profis des EC Deilinghofen (ECD) mittrainert hatte, dauerte es bis zur Saison 1980/81, bis Michael Goldmann im Alter von 21 Jahren sein Debüt in der ersten Mannschaft des ECD gab. 1982 feierte er mit seinem inzwischen in ECD Iserlohn umbenannten Heimatverein den Aufstieg in die Bundesliga, in der 58 Spiele absolvierte und drei Tore erzielte. Unter Cheftrainer Gerhard Kießling konnte er sich allerdings nicht vollends etablieren, sodass er die Saison 1983/84 beim Herner EV in der 2. Bundesliga beendete. Anschließend legte er eine einjährige Eishockeypause ein.
Nachdem er in der Spielzeit 1985/86 erst für den EHC Unna und dann erneut für Herne aufgelaufen war, kam Goldmann zur Saison 1986/87 zum ERC Westfalen Dortmund, für den er drei Jahre lang aufs Eis ging und in dieser Zeit zunächst in die Oberliga und ein Jahr später in die 2. Bundesliga aufstieg. Nach zwei weiteren Jahren in Unna beendete er im Jahr 1991 infolge eines Kreuzbandrisses seine Karriere.

## Erfolge und Auszeichnungen
- 1982 Aufstieg in die Bundesliga mit dem ECD Iserlohn
- 1987 Regionalliga-Vizemeister und Aufstieg in die Oberliga mit dem ERC Westfalen Dortmund
- 1988 Oberliga-Vizemeister und Aufstieg in die 2. Bundesliga mit dem ERC Westfalen Dortmund

## Karrierestatistik
(Legende zur Spielerstatistik: Sp oder GP = absolvierte Spiele; T oder G = erzielte Tore; V oder A = erzielte Assists; Pkt oder Pts = erzielte Scorerpunkte; SM oder PIM = erhaltene Strafminuten; +/− = Plus/Minus-Bilanz; PP = erzielte Überzahltore; SH = erzielte Unterzahltore; GW = erzielte Siegtore; 1 Play-downs/Relegation; Kursiv: Statistik nicht vollständig)